# 中國仁濟醫療
中國仁濟醫療集團有限公司（港交所：0648），2007年7月31日，從軟庫發展換取上市。目前經營國內14家醫院以及醫療設施
公司主席為民營企業家王建國先生。

## 外部連結
- 仁濟醫療集團官方網站（页面存档备份，存于）